# Harry Potter i Insygnia Śmierci: Część II (film)

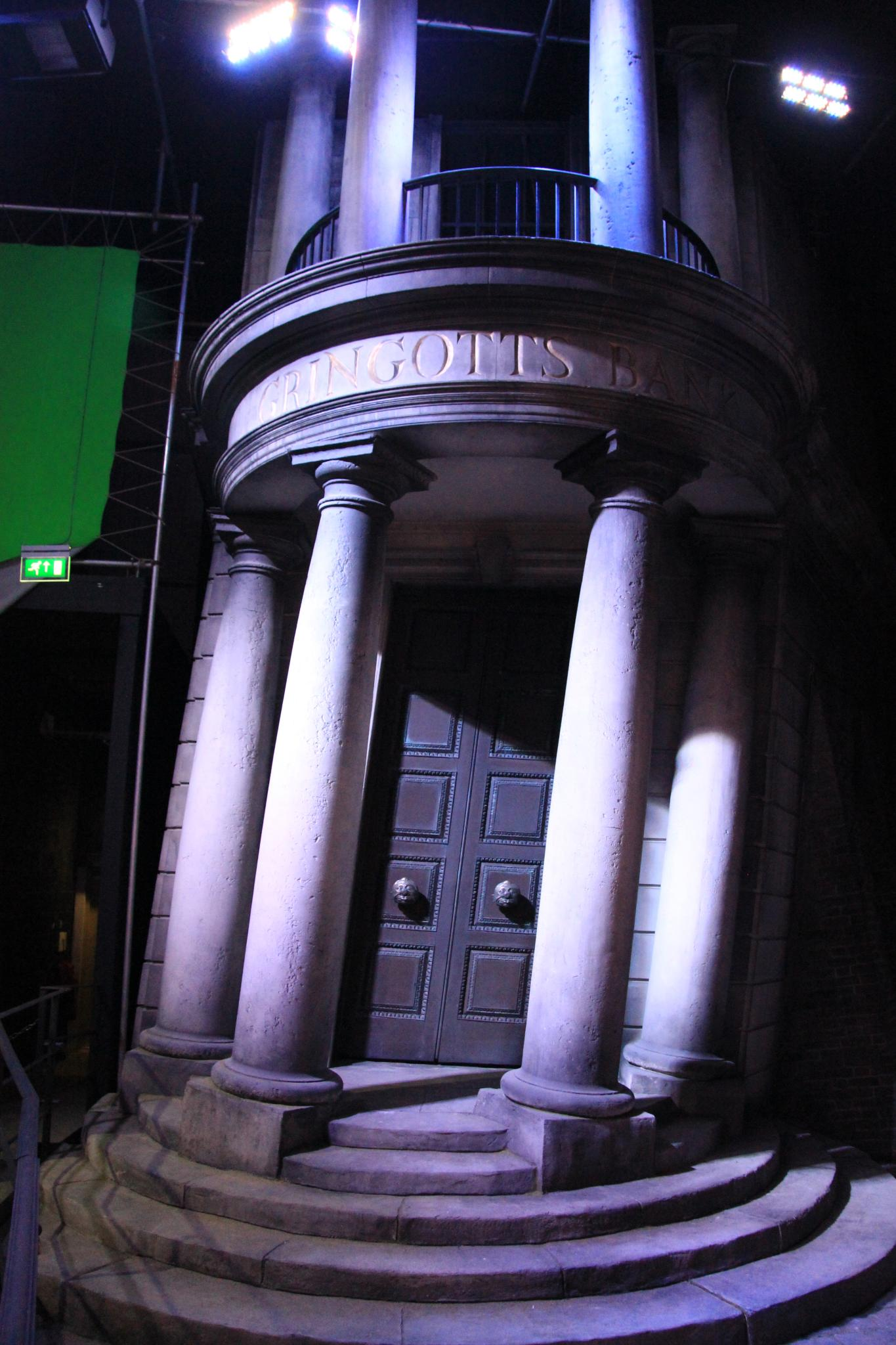
Wejście do Banku Gringota w studiu, gdzie kręcono sceny na ulicy Pokątnej

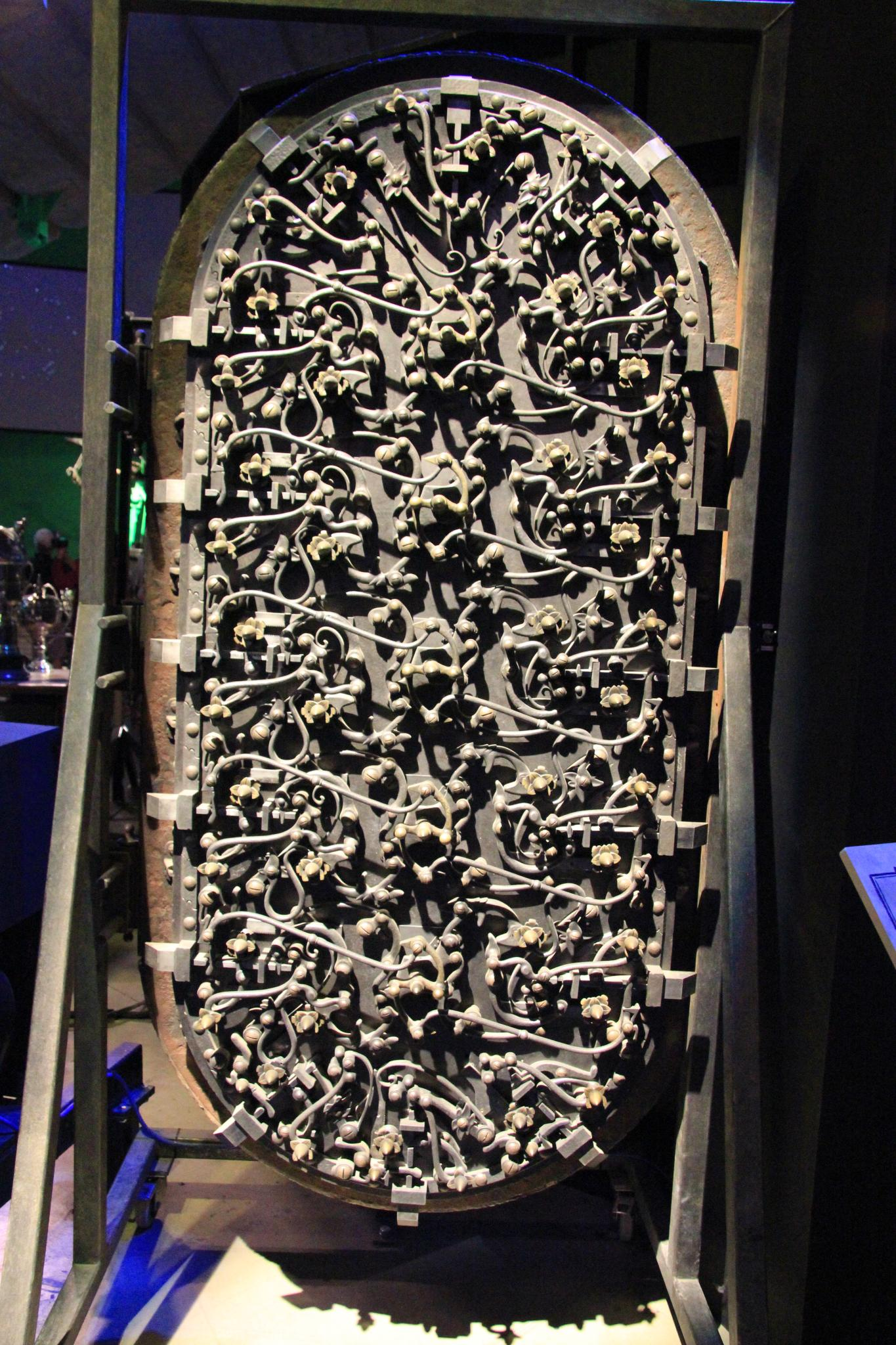
Bardzo skomplikowany zamek strzegący skarbca Bellatrix Lestrange

Harry Potter i Insygnia Śmierci: Część II (ang. Harry Potter and the Deathly Hallows – Part 2) – amerykańsko-brytyjski film fantasy w reżyserii Davida Yatesa na podstawie powieści J.K. Rowling pt. Harry Potter i Insygnia Śmierci. Produkcja ta jest kontynuacją ostatniej części sagi filmowej o Harrym Potterze, a zarazem ósmym i ostatnim pełnometrażowym filmem z tej serii filmowej. W głównych rolach wystąpili m.in. Daniel Radcliffe jako tytułowy Harry Potter, Rupert Grint jako Ron Weasley, Emma Watson jako Hermiona Granger oraz Ralph Fiennes w roli Lorda Voldemorta.
Światowa premiera odbyła się 7 lipca 2011 na Trafalgar Square w Londynie. W polskiej wersji językowej film w kinach ukazał się 15 lipca 2011.
Produkcja w wybranych kinach była wyświetlana w wersji 3D.
Serwis Rotten Tomatoes przyznał mu wynik 96%.

## Fabuła[2]

### Poszukiwanie horkruksów
Lord Voldemort zabiera Czarną różdzkę z grobu Albusa Dumbledore’a. Po pogrzebie Zgredka Harry prosi o pomoc goblina Gryfka, chcąc wraz z Ronem i Hermioną włamać się do skarbca Bellatrix Lestrange, gdyż podejrzewa, że znajduje się tam Horkruks. Gryfek zgadza się w zamian za miecz Godryka Gryffindora. W skarbcu Bellatriks Harry znajduje czarę Helgi Hufflepuff, zamienioną w horkruks. Gryfek zabiera miecz Gryffindora i pozostawia trójkę przyjaciół samych w podziemiach banku Gringotta.
Młodzi czarodzieje uciekają przed ochroną banku na smoku, który pilnował wejścia do skarbca. Harry ma wizję, w której Voldemort zabija gobliny, w tym Gryfka, i pojmuje, że Voldemort jest świadomy kradzieży. Harry dowiaduje się również, że kolejny horkruks jest w Hogwarcie i jest związany z Roweną Ravenclaw. Następnie bohaterowie udają się do Hogsmeade, gdzie Aberforth Dumbledore pokazuje im tajne przejście prowadzące do Hogwartu znajdujące się za portretem jego zmarłej siostry.
Severus Snape, przypuszczając, że Harry jest w Hogwarcie, ostrzega pracowników i uczniów przed pomaganiem czarodziejowi pod groźbą kary. Harry w końcu konfrontuje się ze Snape’em, który ucieka po tym, jak Minerwa McGonagall wyzywa go na pojedynek. McGonagall mobilizuje społeczność Hogwartu do walki.
Harry odnajduje ducha Ravenclaw, która mówi mu, że horkruksem jest diadem jej matki. W Komnacie Tajemnic, Hermiona niszczy czarę Helgi Hufflepuff, przebijając ją kłem bazyliszka. Przyjaciele rozpoczynają poszukiwania zaginionego diademu w Pokoju Życzeń, gdzie atakują ich Malfoy wraz z kolegami. Przez nieumiejętne rzucenie czaru dochodzi do pożaru, w którym ginie Goyle, a Harry, Ron i Hermiona ratują pozostałych przeciwników. Chcąc zniszczyć odnaleziony w Pokoju Życzeń horkruks, Harry przebija go kłem bazyliszka.

### Walka o Hogwart
Armia Voldemorta zbliża się do Hogwartu. Harry przedostaje się do umysłu Czarnego Pana i zdaje sobie sprawę, że ostatnim horkruksem jest wąż Voldemorta – Nagini. Voldemort zabija Snape’a, chcąc zrobić z siebie właściciela Czarnej Różdżki. Przed śmiercią Snape prosi Harry’ego, żeby zabrał jego wspomnienia do myślodsiewni. W chaosie walki w Hogwarcie ginie Fred, Tonks i Lupin. Harry dowiaduje się, że Snape całe życie kochał jego matkę Lily Potter, a po jej śmierci współpracował potajemnie z Dumbledore’em, chroniąc Harry’ego. Harry pojmuje również, że śmierć byłego dyrektora Hogwartu z rąk Snape’a została zaplanowana przez samego Dumbledore’a oraz że łania, która doprowadziła go do miecza Gryffindora w lesie, była patronusem Snape’a.

### Pojedynek Harry'ego z Voldemortem
Następnie Harry odkrywa, że on również jest horkruksem Voldemorta i musi umrzeć, aby zniszczyć kawałek duszy Czarnego Pana. Harry idzie na spotkanie z Voldemortem do Zakazanego Lasu wraz z duchami swoich najbliższych, których ożywił przy pomocy Kamienia Wskrzeszenia. Voldemort rzuca na Harry’ego zaklęcie Avada Kedavra, po czym Harry znajduje się w stanie zawieszenia i odbywa rozmowę z Dumbledore’em, który go uświadamia, że Voldemort rzucając zaklęcie zniszczył horkruksa, ale nie zabił chłopaka. Harry wraca do swojego ciała. Voldemort ogłasza śmierć Harry’ego i nawołuje Hogwart do kapitulacji. Jednak okazuje się, że Harry żyje i dochodzi znowu do walki, w której Neville Longbottom zabija Nagini mieczem Gryffindora, czyniąc Voldemorta śmiertelnym. Harry zabija Voldemorta przy użyciu Czarnej Różdżki. Potem tłumaczy Hermionie i Ronowi, że to on jest prawowitym właścicielem Czarnej Różdżki, ponieważ to on rozbroił Dracona, który z kolei rozbroił Dumbledore’a. Harry łamie Czarną Różdżkę i rzuca ją w przepaść.

### Epilog
Dziewiętnaście lat później, Harry i Ginny oraz Hermiona i Ron odprowadzają swoje dzieci na stację King’s Cross, gdzie czeka na nich pociąg jadący do Hogwartu.

## Obsada
| Postać | Aktor                | Polski dubbing               |
| --- | -------------------- | ---------------------------- |
| Harry Potter | Daniel Radcliffe     | Jonasz Tołopiło              |
| Ron Weasley | Rupert Grint         | Marcin Łabno                 |
| Hermiona Granger | Emma Watson          | Joanna Kudelska              |
| Lord Voldemort | Ralph Fiennes        | Wiesław Komasa               |
| Albus Dumbledore | Michael Gambon       | Wojciech Duryasz             |
| Severus Snape | Alan Rickman         | Mariusz Benoit               |
| Rubeus Hagrid | Robbie Coltrane      | Andrzej Blumenfeld           |
| Bellatrix Lestrange | Helena Bonham Carter | Dorota Segda                 |
| Molly Weasley | Julie Walters        | Joanna Jędryka               |
| Artur Weasley | Mark Williams        | –                            |
| Remus Lupin | David Thewlis        | Piotr Polk                   |
| Draco Malfoy | Tom Felton           | Aleksander Czyż              |
| Luna Lovegood | Evanna Lynch         | Delfina Zielińska            |
| Neville Longbottom | Matthew Lewis        | Krzysztof Królak             |
| Fred Weasley | James Phelps         | Jakub Truszczyński           |
| George Weasley | Oliver Phelps        | Jakub Truszczyński           |
| Ginny Weasley | Bonnie Wright        | Zuzanna Galia                |
| Nimfadora Tonks | Natalia Tena         | –                            |
| Minerva McGonagall | Maggie Smith         | Wiesława Mazurkiewicz        |
| Lucjusz Malfoy | Jason Isaacs         | Artur Dziurman               |
| Narcyza Malfoy | Helen McCrory        | Joanna Jeżewska              |
| Pan Ollivander | John Hurt            | Andrzej Gawroński            |
| Horacy Slughorn | Jim Broadbent        | Aleksander Mikołajczak       |
| Bill Weasley | Domhnall Gleeson     | Cezary Kaźmierski            |
| Fleur Delacour | Clémence Poésy       | Agata Buzek                  |
| Percy Weasley | Chris Rankin         | –                            |
| Fenrir Greyback | Dave Legeno          | –                            |
| Gryfek | Warwick Davis        | Grzegorz Pawlak              |
| Filius Flitwick | Warwick Davis        | Mieczysław Morański          |
| Kingsley Shacklebolt | George Harris        | Aleksander Wysocki           |
| Aberforth Dumbledore | Ciarán Hinds         | Marian Opania                |
| Syriusz Black | Gary Oldman          | Jan Peszek                   |
| Lily Potter | Geraldine Somerville | Nieznana aktorka             |
| James Potter | Adrian Rawlins       | Tomasz Franciszek Piątkowski |
| Pomona Sprout | Miriam Margolyes     | Barbara Zielińska            |
| Sybilla Trelawney | Emma Thompson        | Maria Pakulnis               |
| Argus Filch | David Bradley        | Jacek Czyż                   |
| Poppy Pomfrey | Gemma Jones          | –                            |
| Gregory Goyle | Joshua Herdman       | Nieznany aktor               |
| Pansy Parkinson | Scarlett Byrne       | Nieznana aktorka             |
| Blaise Zabini | Louis Cordice        | –                            |
| Cho Chang | Katie Leung          | Zuzanna Madejska             |
| Katie Bell | Georgina Leonidas    | –                            |
| Padma Patil | Afshan Azad          | –                            |
| Lavender Brown | Jessie Cave          | –                            |
| Seamus Finnigan | Devon Murray         | Franciszek Boberek           |
| Dean Thomas | Alfred Enoch         | Jan Boberek                  |
| Romilda Vane | Anna Shaffer         | –                            |
| Cormac McLaggen | Freddie Stroma       | –                            |
| Leanne | Isabella Laughland   | –                            |
| Oliver Wood | Sean Biggerstaff     | Nieznany aktor               |
| Szara Dama | Kelly Macdonald      | Joanna Pach                  |
| Wersja polska: Studio Genetix Film Factory Reżyseria: Agnieszka Matysiak Dialogi polskie: Barbara Robaczewska Konsultacja literacka: Michał Kalicki Dźwięk i montaż: Zdzisław Zieliński Organizacja produkcji: Agnieszka Sokół i Róża Zielińska W pozostałych rolach: Justyna Bojczuk (młoda Petunia), Jan Jakubik, Jakub Jakubik, Jan Kozakoszczak, Adam Rashwan, Tomasz Steciuk, Maciej Szary, Marta Uszko, Mirosław Wieprzewski, Marcelina Wójcik. |                      |                              |

## Box office
W dniu premiery 15 lipca 2011 w USA film ustanowił nowy rekord w kategorii najlepsze otwarcie, bijąc dotychczasowego rekordzistę, Mrocznego rycerza, o 10 milionów USD, generując wpływy w wysokości 169,2 mln dolarów amerykańskich. Również pod względem dochodów poza USA film pobił dotychczasowy rekord, ustanowiony zaledwie dwa miesiące wcześniej (20 maja) przez Piratów z Karaibów: Na nieznanych wodach (260,4 mln), ustanawiając 314 mln dolarów przychodu. W pierwszy weekend wyświetlania produkcja ustanowiła kolejny rekord wszech czasów, osiągając na świecie 483,2 mln USD wpływów, bijąc o blisko 100 milionów poprzedniego rekordzistę – Mrocznego rycerza.
30 lipca 2011 roku Insygnia Śmierci: Część II jako dziewiąty film w historii przekroczył granicę miliarda dolarów wpływów. Na dzień 7 sierpnia 2011 film generuje 1 133 901 000 USD zajmując 3. miejsce na liście najbardziej dochodowych filmów wszech czasów oraz 1. pozycję na liście najbardziej dochodowych filmów 2011 roku. W niecałe 3 tygodnie od premiery film ten wyprzedził dotychczasowego lidera box office'a, czyli 4. część Piratów z Karaibów.
Na dzień 31.07.2012 film zaraz po Avatarze, Titanicu i Avengers był czwartym najbardziej kasowym obrazem w historii i najbardziej kasową produkcją 2011 roku, generując na swoim koncie sumę 1 328 111 219 dolarów. W 2016 roku po premierze takich filmów jak Gwiezdne wojny: Przebudzenie Mocy, Szybcy i wściekli 7 czy Jurassic World, Insygnia Śmierci: Część II spadły na ósme miejsce najbardziej dochodowych filmów wszech czasów.